# Bloom (EP)
Bloom es el segundo EP de la banda estadounidense Of Mice & Men. Fue lanzado el 28 de mayo de 2021 a través de SharpTone Records. El EP fue producido por la propia banda y es la continuación del EP del grupo, Timeless (2021). Es la segunda parte de su llamada "Trilogía EP".

## Promoción
El 21 de abril de 2021, dos meses después del lanzamiento de su primer EP de la banda, dieron a conocer un nuevo sencillo y la canción principal "Bloom" y también anunciaron el EP en sí, la portada del EP, la lista de canciones y la fecha de lanzamiento. Este sería el segundo de los tres EPs publicados en el año.

## Lista de canciones
| N.º | Título          | Duración |  |
| 1.  | «Levee»         | 4:50     |  |
| 2.  | «Bloom»         | 4:17     |  |
| 3.  | «Pulling Teeth» | 3:22     |  |

## Personal
- Aaron Pauley: Voz Principal y Bajo
- Phil Manansala: Guitarra Líder y Coros
- Alan Ashby: Guitarra Rítmica y Coros
- Valentino Arteaga: Batería